# Charles Beaumont
Charles Beaumont, nato Charles Leroy Nutt (Chicago, 2 gennaio 1929 – Woodland Hills, 21 febbraio 1967), è stato uno scrittore e sceneggiatore statunitense.

## Biografia
Fece parte di un gruppo di giovani artisti chiamato "The Group" (formato da altri autori di letteratura fantastica come Chad Oliver, William F. Nolan e George Clayton Johnson).
Negli anni sessanta scrisse 22 episodi per la serie TV Ai confini della realtà (The Twilight Zone), collaborò con Roger Corman e realizzò inoltre due storie per la Disney dedicate a Topolino; morì a causa della malattia di Alzheimer a soli 38 anni. 
Nel 1988 la casa editrice Dark Harvest pubblicò in sua memoria una raccolta scelta di storie brevi: Charles Beaumont: Selected Stories.

## Adattamenti
Il suo racconto Ultimi riti fu adattato per la televisione italiana nel 1979 all'interno della miniserie Racconti di fantascienza.

## Filmografia

### Cinema
- L'odio esplode a Dallas (The Intruder), regia di Roger Corman (1962)
- La notte delle streghe (Night of the Eagle), regia di Sidney Hayers (1962)
- La città dei mostri (The Haunted Palace), regia di Roger Corman (1963)
- La maschera della morte rossa (The Masque of the Red Death), regia di Roger Corman (1964)
- Le 7 facce del Dr. Lao (7 Faces of Dr. Lao), regia di George Pal (1964)

### Televisione
- Ai confini della realtà (The Twilight Zone) - serie TV, 22 episodi (1959-1964)
- L'ora di Hitchcock (The Alfred Hitchcock Hour) - serie TV, 1 episodio (1963)
- Racconti di fantascienza - minierie TV, 1 episodio (1979) (postumo)
- Ai confini della realtà (The Twilight Zone) - serie TV, 2 episodi (1985-1986) (postumi)